# Héðinsfjörður
Der Héðinsfjörður ist ein Fjord im Norden Islands.
Er liegt auf der Halbinsel Tröllaskagi zwischen den Fjorden Siglufjörður und Ólafsfjörður.
Der Fjord ist etwa 2 km breit und reicht 6 km in das Land. Im Fjord liegt der Héðinsfjarðarvatn, ein guter Angelsee. Am 29. Mai 1947 zerschellte ein Flugzeug des Flugfélags Íslands am Hestfjall im Héðinsfjörður. Die 21 Fluggäste und die vier Besatzungsmitglieder verstarben.
Früher gab es im Fjord nur vereinzelte Höfe. Inzwischen ist er unbewohnt.  Das Tal hinter dem Fjord quert auf etwa 600 m der asphaltierte Siglufjarðarvegur  zwischen den beiden Teilen der Héðinsfjarðargöng. Die Tunnel wurden seit 2006 gebaut und wurden am  2. Oktober 2010 eröffnet. Sie bilden eine direkte Straßenverbindung zwischen den Orten Siglufjörður und Ólafsfjörður.